# Minoria Alemanya

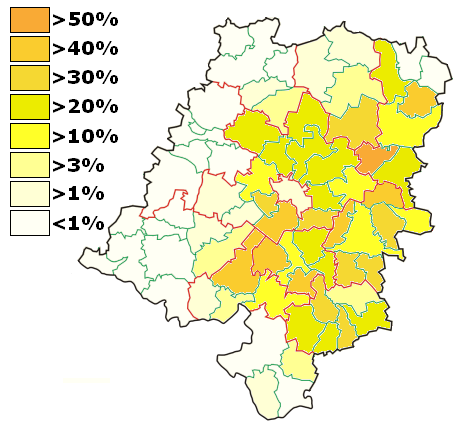
Vots de Minoria Alemanya a les eleccions de 2007, Voivodat d'Opole.

Minoria Alemanya (alemany Deutsche Minderheit, DM), polonès Mniejszość Niemiecka, MN) és un partit polític de la minoria alemanya de Polònia al voivodat d'Opole. És el braç polític de l'Associació Sociocultural dels Alemanys de Silèsia Opole (Sozial-Kulturellen Gesellschaft der Deutschen im Oppelner Schlesien). La seva popularitat ha anat en descens des de la seva fundació el 1990.

## Programa
Minoria Alemanya dona suport a la integració de Polònia a la Unió Europea i el desenvolupament de la regió de Silèsia, i advoca per lleis de suport dels grups minoritaris (en particular, la minoria alemanya a Polònia). Minoria Alemanya prefereix referir-se a si mateixa com una comissió electoral no partidista i representants de la població local, en lloc d'un partit polític.

## Resultats electorals
Com a partit d'una minoria nacional, no està obligat a passar el llindar electoral del 5% a nivell nacional com a norma els partits polítics a Polònia. Els resultats a les eleccions nacionals han estat:
| elecció                                    | vots              | %               | escons  |
| eleccions parlamentàries poloneses de 1991 | 132,059           | 1,18%           | 7       |
| eleccions parlamentàries poloneses de 1993 | 60,770 (+ 23,396) | 0,44% (+ 0,17%) | 3 (+ 1) |
| eleccions parlamentàries poloneses de 1997 | 51,027            | 0,39%           | 2       |
| eleccions parlamentàries poloneses de 2001 | 47,230            | 0,36%           | 2       |
| eleccions parlamentàries poloneses de 2005 | 34,469            | 0,29%           | 2       |
| eleccions parlamentàries poloneses de 2007 | 32,462            | 0,20%           | 1       |

El 1993 s'hi van presentar dues dues llistes, una al voivodat d'Opole, i l'altra al voivodat de Katowice. La llista d'Opole també va guanyar un escó al Senat.
A les eleccions parlamentàries poloneses de 2007 la llista de candidats al Sejm (Parlament polonès) va obtenir el 8,81% dels vots al voivodat d'Opole, i només un escó al Sejm, Ryszard Galla (8.193 vots). Ja havia guanyat un escó el 2005 i havia anunciat l'augment de 2 a 3 escons electorals com un objectiu a principis de setembre, gràcies als vots personal dels alcaldes que havien de reforçar la llista. El segon probable diputat, Henryk Kroll (7.897 vots), va perdre el seu escó i anuncià la seva renúncia a la presidència de l'Associació Sociocultural dels Alemanys de Silèsia Opole, els delegats de la qual hagueren d'escollir un nou president a principis de 2008. Els 3 candidats de la llista pel Senat de Polònia no van aconseguir guanyar un sol escó. Segons el setmanari bilingüe Schlesische Wochenblatt, els vots guanyats per Minoria Alemanya podria haver beneficiat de la Plataforma Cívica (PO), a la qual podrien haver votat entre 6.000 i 8.000 alemanys ètnics.

## Eleccions regionals
Eleccions locals a l'Assemblea Regional d'Opole:
| Any  | Vots   | %     | Escons |
| ---- | ------ | ----- | ------ |
| 1998 | ?      | ?     | 13     |
| 2002 | 54,385 | 18,61 | 7      |
| 2006 | 49,131 | 17,30 | 7      |